# Mikhaïl Artemyevitch Mouraviov
Pour les articles homonymes, voir Mouraviov.
Mikhaïl Artemyevitch Mouraviov (russe : Михаи́л Арте́мьевич Муравьёв), né le 25 septembre 1880 à Bourdukovo et décédé le 11 juillet 1918 à Oulianovsk, est un officier russe qui a changé de camp pendant la guerre civile russe.

## Biographie
Il est né dans un village de Bourdukovo, près de Vetlouga dans le gouvernement de Kostroma au sein d'une famille paysanne. En 1898, il entre dans l'armée, servant dans la guerre russo-japonaise et la Première Guerre mondiale, dans laquelle il est lieutenant-colonel sur le front du Sud-Ouest.
Après la révolution de Février, il organise des unités de volontaires pour continuer la guerre, mais il devient mécontent du gouvernement provisoire et rejoint les socialistes-révolutionnaires de gauche. Pendant la révolution d'Octobre, il défend Petrograd contre les forces d'Alexandre Kerenski.
En janvier 1918, il dirige des unités de la Garde rouge contre la Rada centrale d'Ukraine et après la bataille de Krouty, ses forces prennent Kiev où elles mènent une terreur de masse contre les officiers de l'armée impériale et les éléments pro-ukrainiens. Puis ses forces se battent pour la République soviétique d'Odessa contre les Roumains et les Austro-Hongrois, et au printemps 1918 contre les forces cosaques du Don du général Kaledine.
Cependant, après avoir été nommé commandant du front de l'Est de la guerre civile russe, combattant la Légion tchécoslovaque, il entendit parler du soulèvement des SR de gauche contre les bolcheviks début juillet et se rebella, naviguant sur la Volga avec un millier d'hommes, espérant prendre Simbirsk. Cependant, il est capturé par les bolcheviks, résiste à son arrestation et est abattu alors qu'il tente de dégainer une arme à feu.